# Glasværk
Et glasværk er en fabrik, hvor man producerer glas til forskellig videre forarbejdning.
Danmarks første glasværk blev oprettet i cirka 1550 i Glargårde ved Hadsund. Det var således Enevold Seefeld fra herregården Visborggård, der begyndte produktionen af vinduesglas, drikkeglas og de fineste bemalede glasmosaikker på glasværket.
Glas fremstilles ved at opvarme sand til en temperatur over 1200 grader C, hvor det bliver flydende og arbejdsomt. Her kan man forme det ved fx at puste.[kilde mangler] I dag bruger fabrikkerne kvartssand som bliver udvundet fra havbunden sydvest for Bornholm. Kvartssand består næsten udelukkende af mineralet kvarts. Til glasfremstillingen blandes kvartssand med andre stoffer som fx kalk, hvilket giver glasset dets farve. Kvartssand smelter ved omkring 1300-1400 grader C. I 1550 da glasproduktionen startede i Danmark brugte man sandsynligvis blot almindelig strandsand.